# 広平郡
広平郡（廣平郡、こうへい-ぐん）は、中国にかつて存在した郡。三国時代から唐代にかけて、現在の河北省邯鄲市一帯に設置された。

## 概要
紀元前91年（征和2年）、劉偃が平干王に封じられ、平干国が置かれた。紀元前56年（五鳳2年）、広平国と改称された。前漢の広平国は冀州に属し、広平・張・朝平・南和・列人・斥章・任・曲周・南曲・曲梁・広郷・平利・平郷・陽台・広年・城郷の16県を管轄した。王莽のとき、富昌郡と改められた。
後漢が建てられると、広平国の称にもどされた。37年（建武13年）、広平国は廃止され、鉅鹿郡に併合された。60年（永平3年）、劉羨が広平王に封じられ、再び広平国が置かれた。82年（建初7年）、広平王劉羨が西平王に改封されると、広平国は廃止され、再び鉅鹿郡に併合された。
221年（黄初2年）、魏の文帝により魏郡の西部を分割されて広平郡が立てられた。
晋のとき、広平郡は司州に属し、広平・邯鄲・易陽・武安・渉・襄国・南和・任・曲梁・列人・肥郷・臨水・広年・斥漳・平恩の15県を管轄した。
北魏のとき、広平郡は平恩・曲安・邯鄲・広平・曲梁・広年の6県を管轄した。
北周のとき、広平郡は洺州に属した。
583年（開皇3年）、隋が郡制を廃すると、広平郡は廃止されて、洺州に編入された。607年（大業3年）に州が廃止されて郡が置かれると、洺州は武安郡と改称された。
618年（武徳元年）、唐により武安郡は洺州と改められた。742年（天宝元年）、洺州は広平郡と改称された。758年（乾元元年）、広平郡は洺州と改称され、広平郡の呼称は姿を消した。